# Pointe du Mountet
La pointe du Mountet est un sommet des Alpes valaisannes, en Suisse, situé dans le canton du Valais, qui culmine à 3 839 m d'altitude.
Situé sur une crête reliant le Trifthorn au sud-ouest et le Zinalrothorn au nord-est, il domine le village de Zermatt au sud-est, le glacier de Trift à l'est et le glacier du Mountet à l'ouest.